# カテリーナ・マンチーニ

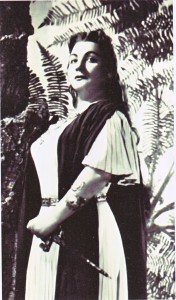
カテリーナ・マンチーニ（1958年）

カテリーナ・マンチーニ（Caterina Mancini, 1924年11月10日 - 2011年1月21日）は、イタリアのソプラノ歌手。一時的にメゾソプラノへの転向を試みた時期があるものの、キャリア全体を通してはジュゼッペ・ヴェルディ作曲《アイーダ》の表題役に代表されるドラマティック・ソプラノの役柄で定評がある。
ドラマティック・コロラトゥーラの名手として優れ、1950年代を中心に活躍。豊かな声量に支えられた強靭な声質と温かみのある声色によって、理想的なイタリアのドラマティック・ソプラノとして高く評価され、ヴィットリオ・グイやカルロ・マリア・ジュリーニなどの名指揮者たちのタクトによって優れた歌唱を残した。

## 経歴
ジェンツァーノ・ディ・ローマの生まれ。1948年にフィレンツェでジュゼッペ・ヴェルディの《十字軍のロンバルディア人》のジゼルダ役でデビューを飾る。同年2月10日にはフランカ・サッキの代役で、《イル・トロヴァトーレ》のレオノーラ役を演じてローマ歌劇場にデビュー。ローマでは同年12月のシーズンでもジョアキーノ・ロッシーニの《モイーズとファラオン》におけるアナイデ役で出演した。1950年にはボローニャとヴェニスでヴィンチェンツォ・ベッリーニの《ノルマ》を歌って好評を博し、1951年にはガエターノ・ドニゼッティの《ルクレツィア・ボルジア》でミラノ・スカラ座に登場した。同年、イタリア放送協会のヴェルディ没後50周年としてヴェルディの名作オペラを放送する企画に参加し、《ナブッコ》、《エルナーニ》、《アッティラ》、《レニャーノの戦い》、《イル・トロヴァトーレ》、《アイーダ》のヒロイン役をレコーディングした。
ヴェルディ中期以降の作品におけるヒロインをレパートリーの中心としながら、ベッリーニの《ノルマ》、ドニゼッティの《ルクレツィア・ボルジア》《アルバ公爵》、アミルカレ・ポンキエッリの《ラ・ジョコンダ》、ピエトロ・マスカーニの《カヴァレリア・ルスティカーナ》、ジャコモ・プッチーニの《トスカ》、ウンベルト・ジョルダーノの《アンドレア・シェニエ》などでヒロイン役を演じた。
1958年にはメゾソプラノへの転向を試みる。ローマ歌劇場におけるヴェルディの《ドン・カルロ》の公演でエボリ公女の役を演じ、エリザベッタ役のアントニエッタ・ステッラと共演した。マンチーニは《ドン・カルロ》においてソプラノのエリザベッタ役とメゾソプラノのエボリ公女役との両方を歌った歌手であり、これは彼女がローマ歌劇場にデビューした際に代役を務めたフランカ・サッキの経歴とも共通していた。ただしサッキがメゾソプラノに転向してからソプラノに戻ることはなかったのに対し、マンチーニはすぐにソプラノに戻っている。
エボリ公女を演じた後はふたたびソプラノに戻り、1960年代前半まで《アイーダ》の表題役や《イル・トロヴァトーレ》のレオノーラ役、アッリーゴ・ボーイト作曲《メフィストーフェレ》のエレナ役などを演じた。
1963年11月30日にはダラスでゲオルク・フリードリヒ・ヘンデルの《メサイア》にコントラルト歌手として出演した。この公演は、同年11月22日に同市で殺害されたジョン・F・ケネディの追悼に捧げられた。他のソリストにはジョン・ヴィッカーズとノーマン・トレイグルがおり、指揮はニコラ・レッシーニョが務めた。
1960年代初頭に体調を崩し、次第にオペラから遠ざかった。
彼女のキャリアは、多くの点でアニタ・チェルクェッティのキャリアと似ていた。2人とも短いながらも輝かしい経歴を持ち、多かれ少なかれマリア・カラスの影に隠れ、今日ではほとんど忘れ去られている。
2011年、ローマにて死去。

## ディスコグラフィ
- 《モイーズとファラオン》 ロッシーニ作曲 - アナイデ役

共演：ニコラ・ロッシ＝レメーニ、ジュゼッペ・タッデイ、マリオ・フィリッペスキ、ブルーナ・リッツォーリ
トゥリオ・セラフィン指揮、ナポリ・サン・カルロ劇場管弦楽団
- 《アルバ公爵》 ドニゼッティ作曲 - アメリア役

共演：ジャンジャコモ・グェルフィ、アメデオ・ベルディーニ、ダリオ・カゼッリ
フェルナンド・プレヴィターリ指揮、ローマ・イタリア放送交響楽団
- 《ナブッコ》 ヴェルディ作曲 - アビガイッレ役

共演：パオロ・シルヴェーリ 、アントニオ・カッシネッリ、ガブリエッラ・ガッティ、マリオ・ビンチ
フェルナンド・プレヴィターリ指揮、ローマ・イタリア放送交響楽団
- 《エルナーニ》 ヴェルディ作曲 - ドンナ・エルヴィーラ役

共演：ジーノ・ペンノ、ジュゼッペ・タッデイ、ジャコモ・ヴァーギ
フェルナンド・プレヴィターリ指揮、ローマ・イタリア放送交響楽団
- 《アッティラ》 ヴェルディ作曲 - オダベッラ役

共演：イタロ・ターヨ、ジャンジャコモ・グェルフィ、ジーノ・ペンノ
カルロ・マリア・ジュリーニ指揮、ミラノ・イタリア放送交響楽団
- 《レニャーノの戦い》 ヴェルディ作曲 - リーダ役

共演：アメデオ・ベルディーニ、ロランド・パネライ、アルビーノ・ガッジ
フェルナンド・プレヴィターリ指揮、ローマ・イタリア放送交響楽団
- 《イル・トロヴァトーレ》 ヴェルディ作曲 - レオノーラ役

共演：ジャコモ・ラウリ＝ヴォルピ、ミリアム・ピラッツィーニ、カルロ・タリアブーエ、アルフレード・コレッラ
フェルナンド・プレヴィターリ指揮、トリノ・イタリア放送交響楽団
- 《アイーダ》 ヴェルディ作曲 - アイーダ役

共演：マリオ・フィリッペスキ、ジュリエッタ・シミオナート、ロランド・パネライ、ジュリオ・ネリ
ヴィットリオ・グイ指揮、ローマ・イタリア放送交響楽団
- 《カヴァレリア・ルスティカーナ》 マスカーニ作曲 - サントゥッツァ役

共演：ジャンニ・ポッジ、アルド・プロッティ、アドリアーナ・ラッツァリーニ、アウローラ・カッテラーニ
ウーゴ・ラパロ指揮、ナポリ・サン・カルロ劇場管弦楽団

## 註
1. ↑  1920年生まれの説もある。（サウンド・バンク「出演者について」『ヴェルディ　歌劇《レニャーノの戦い》』ワーナー・フォニト<WPCS-10774/5>、2001年、解説。）
2. ↑  catalogue.bnf.fr
3. 1 2
4. 1 2

| スタブアイコン | サブスタブ | この項目は、まだ閲覧者の調べものの参照としては役立たない、人物に関連した書きかけの項目です。この項目を加筆・訂正などしてくださる協力者を求めています（P:人物伝/PJ:人物伝）。 |